# Buslijn 352 (Wageningen-Arnhem)
Buslijn 352 van Hermes (Breng) is een van de lijnen van comfortRRReis, een HOV-netwerk in de regionen Arnhem Nijmegen en Veluwe in de Nederlandse provincie Gelderland, tussen de steden Arnhem en Wageningen.

## Route
De buslijn rijdt vanuit Wageningen via Renkum, Heelsum, Doorwerth en Oosterbeek naar station Arnhem Centraal. Hierbij worden onder andere het Airborne Museum en het Museum Arnhem aangedaan.

## Geschiedenis
De lijn werd in 2015 als derde lijn van Brengdirect ingesteld, welke tussen station Arnhem Centraal en Wageningen Busstation ging rijden. Sindsdien werd de route van de bus niet veranderd, totdat er per 12 december 2021 in Renkum een snellere route werd gereden.
Per 12 mei 2024 werd de route in Arnhem verlengd naar het Velperplein alwaar op het nabijgelegen Airborneplein op batterijen gekeerd ging worden. Op dezelfde datum ging lijn 352 tussen Arnhem, Velperplein en Oosterbeek, d'Oude Herberg als trolleybus rijden. De rest van het traject wordt op batterijen afgelegd. De verlenging van het centraal station naar het Velperplein kwam op 15 december 2024 weer te vervallen.
Vooruitlopend op de volgende concessieperiode, waar de merknaam RRReis zal worden gevoerd, hebben de bussen op lijn 352 alvast de ComfortRRReis-huisstijl.